# Flugunfall einer Sud Aviation Caravelle der Líneas Aéreas Suramericanas
Ein Flugunfall einer Sud Aviation Caravelle der Líneas Aéreas Suramericanas ereignete sich am 31. Januar 2001. Dabei stürzte eine Sud Aviation Caravelle 10R der kolumbianischen Frachtfluggesellschaft Líneas Aéreas Suramericanas beim Flughafen El Yopal nach einem Triebwerksausfall ab. Bei dem Unfall kamen drei der sechs Personen an Bord ums Leben. Es handelt sich um den weltweit letzten Flugunfall einer Maschine vom Typ Sud Aviation Caravelle.

## Maschine
Bei dem verunglückten Flugzeug handelte es sich um eine Sud Aviation Caravelle 10B mit der Seriennummer 201, die ihren Erstflug am 21. Januar 1966 mit dem Luftfahrzeugkennzeichen F-BRNA absolviert hatte, ehe sie am 26. Januar 1966 neu an die Union de Transports Aériens ausgeliefert wurde. Vom 19. September 1975 bis April 1976 war die Maschine an die Air Afrique verleast und wurde dort als TU-TXQ betrieben. Anschließend wurde die Maschine ausgeflottet und auf dem Flughafen Le Bourget eingelagert. Vom 7. Oktober 1976 bis zum 18. Januar 1977 wurde die Maschine nochmals durch die Air Afrique betrieben. Anschließend blieb sie erneut 11 Monate in Le Bourget eingelagert, bis die Französischen Luftstreitkräfte das Flugzeug kauften und es mit dem Kennzeichen F-RAFH wiederzuließen. Am 9. Juli 1994 wurde die Caravelle nach Kolumbien verkauft und flog dort für Lineas Aereas Suramericana als HK-3932X. Das zweistrahlige Mittelstrecken-Schmalrumpfflugzeug war mit zwei Triebwerken des Typs Pratt & Whitney JT8D-7A ausgestattet. Zum Zeitpunkt des Unfalls hatte das Flugzeug eine Betriebsleistung von 24.072 Betriebsstunden.

## Insassen
Es befanden sich drei Passagiere und drei Besatzungsmitglieder an Bord der Caravelle. Die dreiköpfige Besatzung setzte sich zusammen aus einem Flugkapitän, einem Ersten Offizier und einem Lademeister.
Der 34-jährige Flugkapitän Alberto Martinez Cespedes verfügte über 3.445 Stunden Flugerfahrung, von denen er 2.320 mit Maschinen des Typs Sud Aviation Caravelle absolviert hatte. Davon wiederum war er 2.000 Stunden in der Funktion des Ersten Offiziers und 320 Stunden in der Funktion des Flugkapitäns geflogen.
Der 24-jährige Erste Offizier Juan Manuel Rozo Carreño verfügte über 320 Stunden Flugerfahrung, die er allesamt in Maschinen des Typs Sud Aviation Caravelle absolviert hatte.

## Unfallhergang
Die Caravelle flog auf einem Frachtflug von Bogotá über El Yopal nach Mitú. Die Ladung bestand unter anderem aus 14 Fässern mit insgesamt 3700 Litern Benzin. Die Maschine verließ El Yopal um 13:45 Uhr. Beim Versuch, in Mitú zu landen, setzte das Fahrwerk kurz vor der Schwelle der Landebahn 01 auf. Die Besatzung flog eine Warteschleife und bewertete die Situation. Das linke Hauptfahrwerk war weggebrochen und ein Hydraulikleck verursachte Steuerungsprobleme. Durch den Wechsel vom gelben zum blauen Hydrauliksystem konnte die Besatzung die Kontrolle wiedererlangen.
Nachdem die Piloten den Kontrollturm in Mitú überflogen hatten, bestätigte ihnen der Fluglotse, dass das linke Hauptfahrwerk abgerissen war. Die Flugbesatzung erklärte daraufhin Luftnotlage und teilte dem Fluglotsen in Mitú mit, dass sie nach Bogotá zurückfliegen würden. Als die Piloten feststellten, dass sie die Auftriebshilfen nicht vollständig einfahren konnten, beschlossen sie, nach El Yopal umzukehren.
Das Flugzeug stieg auf 10.000 Fuß und flog in dieser Höhe nach El Yopal. Die Piloten stellten dann fest, dass der Öldruck des linken Triebwerks abfiel. Sie stellten das Triebwerk daraufhin ab. Die Maschine fing in der Folge an, an Höhe und Geschwindigkeit zu verlieren. Die Piloten nahmen Kontakt mit der Flugsicherung in El Yopal auf und informierten sie über den Notfall. Sie beschlossen, einen weiteren Vorbeiflug am Turm durchzuführen, woraufhin ihnen auch der Fluglotse in El Yopal bestätigte, dass das linke Hauptfahrwerk der Maschine abgeschert war. Die Besatzung erklärte dann, dass sie Kraftstoff aus dem linken Flügeltank verbrauchen wolle, um ein Feuer auf dieser Seite während der Notlandung zu vermeiden. Die Tankanzeigen zeigten unzuverlässige Werte an und es war schwer, die vorhandene und abzulassende Kraftstoffmenge exakt zu bestimmen, da der letzte Teil des Fluges unter außerordentlichen Bedingungen durchgeführt wurde. Durch die Vorbeiflüge an den Towern und den Flug mit halb ausgefahrenem Fahrwerk hatte die Maschine mehr Kerosin verbraucht, als auf einem solchen Flug unter normalen Bedingungen üblich gewesen wäre. Es wurde beschlossen, den linken Kraftstofftank auszuwählen und weiter Kraftstoff zu verbrauchen, bis die Warnung für einen niedrigen Kraftstoffstand erscheint.
Der Erste Offizier empfahl dem Kapitän, das linke Triebwerk vor der Landung neu zu starten, damit die Schubumkehr bei der Landung auf beiden Seiten verfügbar wäre. Der Kapitän verwarf diesen Vorschlag. Der Kapitän flog die Maschine in den Südwesten des Flughafens El Yopal und gab dem Ersten Offizier die Anweisung, noch weiter von der Landebahn wegzufliegen, während er sein Handy nahm, um mit dem Einsatzleiter der Fluggesellschaft zu kommunizieren. Als sich der Alarm für den niedrigen Kraftstoffstand aktivierte, wählten die Piloten den rechten Tank aus und der Kapitän entschied, für eine Landung auf dem Flughafen El Yopal umzukehren. Während des Anflugs begann das rechte Triebwerk zu versagen. Die Maschine verlor schnell an Höhe, bis sie 4,9 Meilen von der Schwelle der Landebahn 05 entfernt auf den Boden prallte. Das Flugzeug fing nach dem Aufprall Feuer und wurde vollständig zerstört.

## Ursache
Als Ursache des ersten Aufpralls in Mitú wurde ein geringes Situationsbewusstsein des Pilot Flying im Endanflug festgestellt, als Ursache des letztendlichen Absturzes der Maschine das Versagen der Bordbesatzung, sich adäquat auf die vorhersehbare Notlage vorzubereiten.
Als beitragende Faktoren wurden die passive Haltung der Besatzung, insbesondere des Flugkapitäns im Umgang mit kritischen Situationen, ein unangemessenes Crew Resource Management, die schlechte oder unzureichende Kommunikation im Cockpit, die geringe Erfahrung des Kapitäns in dieser Funktion und die allgemein geringe Flugerfahrung des Ersten Offiziers festgestellt.